# Тупадли (гміна Іновроцлав)
Тупадли (пол. Tupadły, нім. Sagenfeld) — село в Польщі, у гміні Іновроцлав Іновроцлавського повіту Куявсько-Поморського воєводства.
Населення — 536 осіб (2011).
У 1975-1998 роках село належало до Бидгощського воєводства.

## Демографія
Демографічна структура станом на 31 березня 2011 року:
|          | Загалом | Допрацездатний вік | Працездатний вік | Постпрацездатний вік |
| -------- | ------- | ------------------ | ---------------- | -------------------- |
| Чоловіки | 267     | 56                 | 189              | 22                   |
| Жінки    | 269     | 45                 | 162              | 62                   |
| Разом    | 536     | 101                | 351              | 84                   |